# Gonjasufi
Gonjasufi, född Sumach Ecks, är en amerikansk rappare, sångare, DJ och yogalärare, från San Diego, Kalifornien. Han har släppts skivor sedan tidigt 1990-tal, i San Diegos hiphop-scen. Kanske då mest noterbart med Masters of the Universe's crew.
Ecks nådde större uppmärksamhet när han 2008 medverkade på låten "Testament", på Flying Lotus album Los Angeles. Ecks debutalbum, A Sufi And A Killer, släpptes på Warp Records den 8 mars 2010.

## Diskografi

### Album
- A Sufi And A Killer (2010)
- The Caliph's Tea Party (2010)

### Singlar
- "Holidays" / "Candylane" (2009)
- "Kowboyz&Indians" / "My Only Friend" (2010)
- "Kobwebz" / "Speaketh" (2010)